# Argelander (kráter)

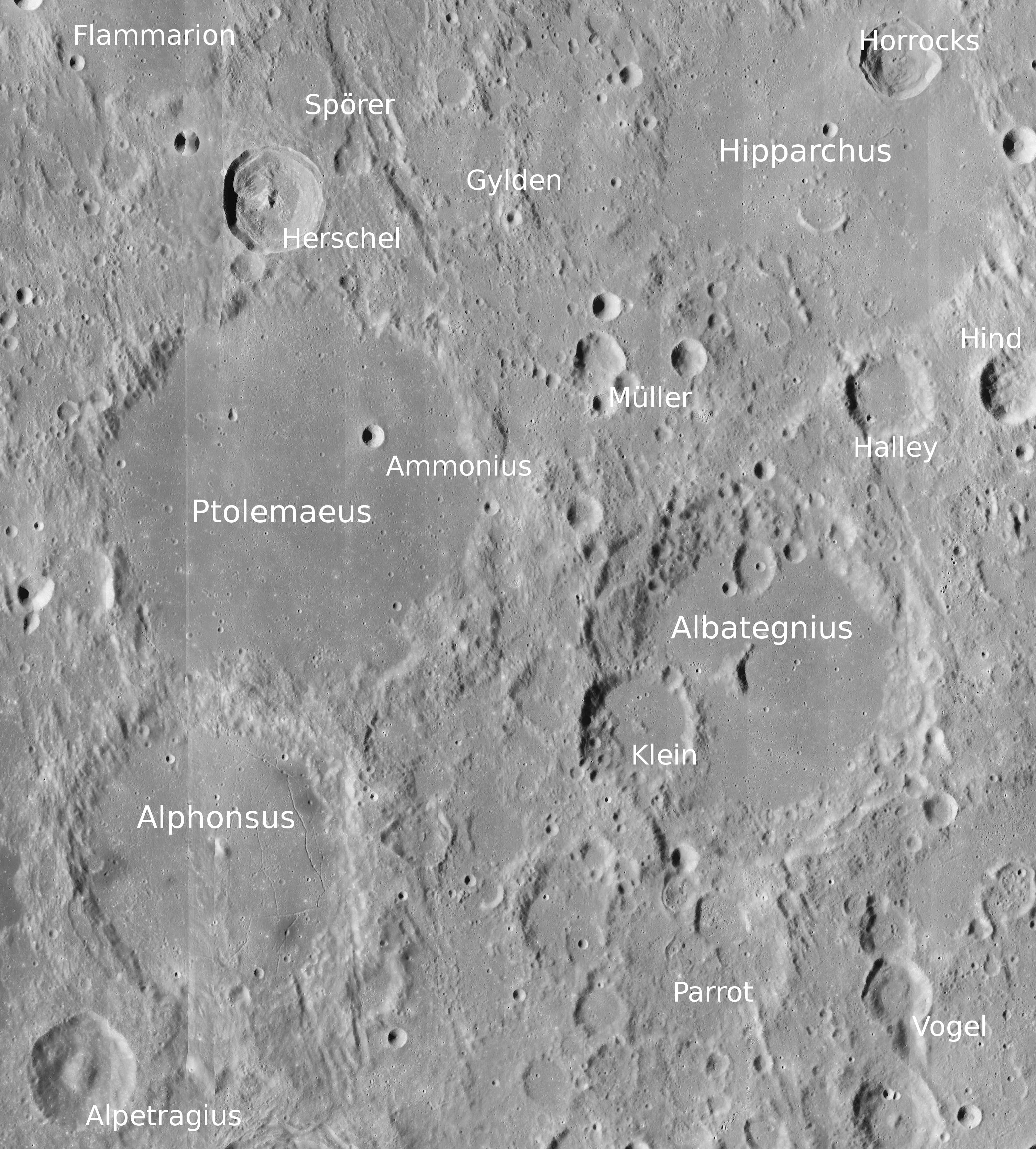
Kráter Argelander není na snímku označen, nachází se jižně od kráteru Vogel v pravém dolním rohu fotografie.

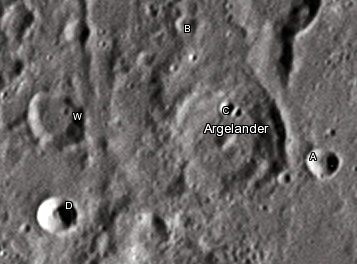
Kráter Argelander.

Argelander je měsíční impaktní kráter nacházející se na přivrácené straně Měsíce v pevninské oblasti s množstvím kráterů východně od Mare Nubium (Moře oblaků). Má průměr 34 km, pojmenován je podle německého astronoma Friedricha W. A. Argelandera.
Leží v řetězci kráterů (postupně od severu) Vogel, Argelander, Airy.

## Satelitní krátery
V okolí kráteru se nachází několik menších kráterů. Ty byly označeny podle zavedených zvyklostí jménem hlavního kráteru a velkým písmenem abecedy.
| Argelander | Sel. šířka | Sel. délka | Průměr |
| ---------- | ---------- | ---------- | ------ |
| A          | 16.5° J    | 6.8° V     | 9 km   |
| B          | 15.5° J    | 5.1° V     | 6 km   |
| C          | 16.3° J    | 5.7° V     | 4 km   |
| D          | 17.6° J    | 4.4° V     | 11 km  |
| W          | 16.7° J    | 4.2° V     | 19 km  |